# Rok Kolander
Rok Kolander (Maribor, Yugoslavia, 8 de febrero de 1980) es un deportista esloveno que compitió en remo.
Ganó dos medallas de bronce en el Campeonato Mundial de Remo, en los años 2001 y 2009. Participó en dos Juegos Olímpicos de Verano, ocupando el cuarto lugar en Sídney 2000 y el cuarto en Pekín 2008, en la prueba de cuatro sin timonel.

## Palmarés internacional
| Campeonato Mundial | Campeonato Mundial | Campeonato Mundial | Campeonato Mundial |
| Año                | Lugar              | Medalla            | Prueba             |
| ------------------ | ------------------ | ------------------ | ------------------ |
| 2001               | Lucerna (Suiza)    | Medalla de bronce  | Cuatro sin timonel |
| 2009               | Poznań (Polonia)   | Medalla de bronce  | Cuatro sin timonel |